# Metin Kurt
Metin Kurt (* 15. März 1948 in Istanbul; † 24. August 2012 ebenda) war ein türkischer Fußballspieler und -trainer, Gewerkschafter und ein linksorientierter Politiker.
Durch seine langjährige Tätigkeit für Galatasaray Istanbul wird er sehr stark mit diesem Verein assoziiert. Auf Fan- und Vereinsseiten wird er als einer der bedeutendsten Spieler der Klubgeschichte aufgefasst. Er lebte während seiner Fußballerkarriere seine sozialistische Gesinnung offen aus und war deswegen in der linken Szene der Türkei sehr beliebt. Er versuchte zeitlebens eine Sportlergewerkschaft zu gründen und wurde deswegen oft Sendikacı Metin (dt.: Gewerkschafter Metin) genannt. Diesen Traum verwirklichte er Ende 2009. Positions- und gesinnungsbedingt wurde er zu Spielerzeiten auch oft Cizgi Metin (dt.: Seitenlinien-Metin) genannt. Er war langjähriges Mitglied der Kommunistischen Partei der Türkei (TKP) und kandidierte mehrmals für diese. Am 24. August 2012 erlag er im Istanbuler Stadtteil Fatih einer Herzinsuffizienz.

## Spielerkarriere

### Jugend- und Amateurmannschaften
Kurt kam 1948 in der türkischen Millionenmetropole Istanbul auf die Welt. Um ihren Kindern eine bessere Perspektive zu bieten, zogen seine Familie aus der westtürkischen Provinz Kırklareli nach Istanbul. Kurt erlernte das Fußballspielen auf den Straßen von Istanbul und spielte später auch in der Schul- und Bezirksmannschaft. Sein vierzehn Jahre älterer Bruder İsmail Kurt wurde in den 1950er und 1960er Jahren zu einem sehr bekannten und populären Profifußballer, der u. a. für Galatasaray Istanbul und Fenerbahçe Istanbul spielte. Motiviert durch die Karriere seines Bruders und um seiner Familie finanziell zu helfen, spielte Kurt neben der Vorbereitung auf das Abitur bei diversen Amateurvereinen, wie z. B. Adalet SK, Fußball. Sein Bruder İsmail war zu dieser Zeit auch als sein Berater und Manager tätig und beeinflusste Metins Karriere ausschlaggebend.

### Altay İzmir
Durch die Vermittlung seines Bruders wurden die Verantwortlichen des Erstligisten Altay İzmir auf den jungen Kurt aufmerksam und boten ihm einen Profivertrag an. Dieses Angebot nahm Kurt an und unterschrieb damit seinen ersten Profivertrag. Da Kurt zu dieser Zeit noch relativ unerfahren war, wurde er zusammen mit Mustafa Denizli, der ebenfalls neu in die Mannschaft gekommen war, bei Altay zwar intensiv gefördert, jedoch nur langsam an die Profimannschaft herangeführt. Ausschlaggebend für seine spärliche Berücksichtigung bei der Mannschaftsplanung war auch die Tatsache, dass auf der Position des Rechtsaußen der in der damaligen Zeit bei den Fans sehr populäre Aytekin Erhanoğlu (eher unter dem Namen Volkswagen-Aytekin bekannt) spielte. Kurt zeigt dennoch bei Altay eine Entwicklung; so wurde er das erste Mal für die türkische U-18-Nationalmannschaft nominiert. Bis zum Saisonende absolvierte er vier Erstligabegegnungen und konnte mit seiner Mannschaft den Türkischen Fußballpokal und den Türkischen Supercup gewinnen.

### PTT SK
Das Spiel um dem Türkischen Supercup fand in der türkischen Hauptstadt Ankara statt und Kurt spielte in dieser Partie von Anfang an und wusste zu überzeugen. Die Partie verfolgte sein Bruder İsmail Kurt zusammen mit dem Trainer des Erstligisten PTT und machte hier den Deal für einen Wechsel zu diesem Verein aus. Metin Kurt bemerkte Jahre später, dass er gerne bei Altay geblieben wär, aber er beugte sich der Entscheidung seines Bruders und ging zum Hauptstadtverein PTT. Bei diesem Verein spielte Kurt die nachfolgenden drei Spielzeiten und entwickelte sich durch die Förderung seines Trainers Tamer Güney zu einem Shootingstar der Liga. Ferner schaffte er es während dieser Zeit in die türkische Nationalmannschaft und gewann mit dieser den ECO-Cup 1969.

### Galatasaray Istanbul
Für die anstehenden Saison 1970/71 verhandelte sein älterer Bruder, selbst eine Spielerlegende von Galatasaray Istanbul, mit diesem Verein den Wechsel Metin Kurts aus. Galatasaray führte eine Revision im Kader durch und stellte neben vielen neuen Spielern mit dem Engländer Brian Birch auch einen neuen Trainer ein. Dieser formte mit der relativ jungen Mannschaft eine schlagfertige Truppe, die den türkischen Fußball in den nächsten fünf Jahren dominierte. Als erstes gewann man zum Saisonende der Spielzeit 1970/71 die türkischen Fußballmeisterschaft. Metin Kurt war dabei einer der Schlüsselspieler auf die Birch am meisten setzte. Er harmonierte auf Anhieb mit seinem neuen Sturmpartner Gökmen Özdenak und stellte mit ihm eines der erfolgreichsten Sturmduos der Liga dar. Die Mannschaft gewann in den nachfolgenden zwei Spielzeiten erneut die Meisterschaft, in der Spielzeit 1972/73 gar das Double, und schaffte es damit als erste Mannschaft in der türkischen Fußballhistorie dreimal in Folge die Meisterschaft der Süper Lig zu gewinnen. Die nachfolgenden Jahre verliefen eher enttäuschend für die Mannschaft und Kurt. Die Spielzeit 1973/74 beendete die Mannschaft hinter den Erwartungen abgeschlagen auf dem 5. Tabellenplatz und 1974/75 wurde der Verein mit fünf Punkten Unterschied zum Meister Fenerbahçe Istanbul Vizemeister. Zum Sommer 1976 wurde man zwar türkischer Pokalsieger, beendete aber die Liga auf dem dritten Tabellenplatz. 
Nach diesen für die Vereinsführung enttäuschenden drei Spielzeiten entschied man, eine Revision im Kader durchzuführen und trennte sich von einigen gestandenen Spielern, u. a. von Kurt. Ausschlaggebend an dieser Trennung war auch die Tatsache, dass Kurt einer der ersten Spieler im Profifußball war, die ihre sozialistische Gesinnung offen auslebten. Während seiner Zeit bei Galatasaray versuchte er mehrmals eine Spielergewerkschaft zu gründen, die sich für die Rechte der Profifußballer einsetzte. Aufgrund dieser Umstände waren schon vorher Stimmen im Vereinsvorstand laut geworden, sich von Kurt zu trennen. Seiner Erfolge wegen waren aber die Stimmen, die sich für ihn einsetzten, in der Überzahl. Er wurde jedoch, wie auch sein Bruder İsmail, mehrmals für kurze Zeit aus dem Kader ausgeschlossen. Wegen der erfolglosen drei Spielzeiten wurde er von Galatasaray freigestellt.

### Kayserispor
Nach dem Abschied von Galatasaray heuerte Kurt beim Zweitligisten Kayserispor an und spielte für diesen Verein drei Spielzeiten lang. Am Ende der Spielzeit 1978/79 feierte er mit Kayserispor die Meisterschaft der TFF 1. Lig und damit den direkten Aufstieg in die Süper Lig. Nach diesem Erfolg beendete er mit einem Abschiedsspiel seine aktive Spielerlaufbahn.

### Nationalmannschaft
Kurt spielte das erste Mal für die türkischen Nationalmannschaften während seiner Zeit bei Altay İzmir. Bei einem Freundschaftsspiel der türkischen U-18-Nationalmannschaft am 6. Dezember 1966 gegen die U-18 aus Polen spielte er über die volle Spiellänge. Etwa ein halbes Jahr nach dieser Begegnung spielte er bei einem Freundschaftsspiel gegen die belgische U-18 ein weiteres Mal für die türkische U-18 und erzielte bei diesem 4:0 auch einen Treffer.
Bereits ein Jahr später wurde er, mittlerweile für den Erstligisten PTT tätig, im Rahmen eines Freundschaftsspiels für die türkische Nationalmannschaft nominiert. Bei der am 13. März 1968 gegen die tunesische Nationalmannschaft ausgetragene Partie gab er als Einwechselspieler sein Länderspieldebüt. Im Juni 1969 nahm er mit der Türkischen U21-Nationalmannschaft am Balkan-Cup teil. Nach diesem Turnier war er noch während eines Freundschaftsspieles gegen die U-21 Polens für die türkische U-21 aktiv.
Nach diesen Einsätzen für die U-21 war er fortan ausschließlich für die türkische Nationalmannschaft aktiv und absolvierte für sie insgesamt 26 Begegnungen und erzielte dabei fünf Treffer. Mit der Türkei nahm er 1965 am ECO-Cup teil. Sein letztes Länderspiel absolvierte er am 2. April 1975 beim EM76-Qualifikationsspiel gegen die Fußballnationalmannschaft der UdSSR.

## Trainerkarriere
In der Saison 1982–1983 trainiert Kurt den Istanbuler Verein Yedikule SK.

## Tod
Kurt war seit längerer Zeit in einem Krankenhaus im Istanbuler Stadtteil Fatih in Behandlung und erlag hier am 24. August 2012 um 11:00 Uhr Ortszeit einer Herzinsuffizienz. Einen Tag später wurde er vor vielen prominenten Gästen auf dem Istanbuler Friedhof Hekimbaşı beerdigt.

## Erfolge

### Als Spieler
- Altay İzmir:
  - Türkischer Pokalsieger (1): 1966/67
  - Türkischer Supercup (1): 1966/67
- Galatasaray Istanbul:
  - Türkischer Meister (3): 1970/71, 1971/72, 1972/73
  - Türkischer Pokalsieger (2): 1973, 1976
  - Türkischer Supercup (1): 1972
  - TSYD Kupası: 1970/71
- Mit Kayserispor:
  - Meisterschaft der TFF 1. Lig (1): 1978/79
  - Aufstieg in die Süper Lig (1): 1978/79
- Türkische Nationalmannschaft:
  - ECO-Cup (1): 1969